# Kluski

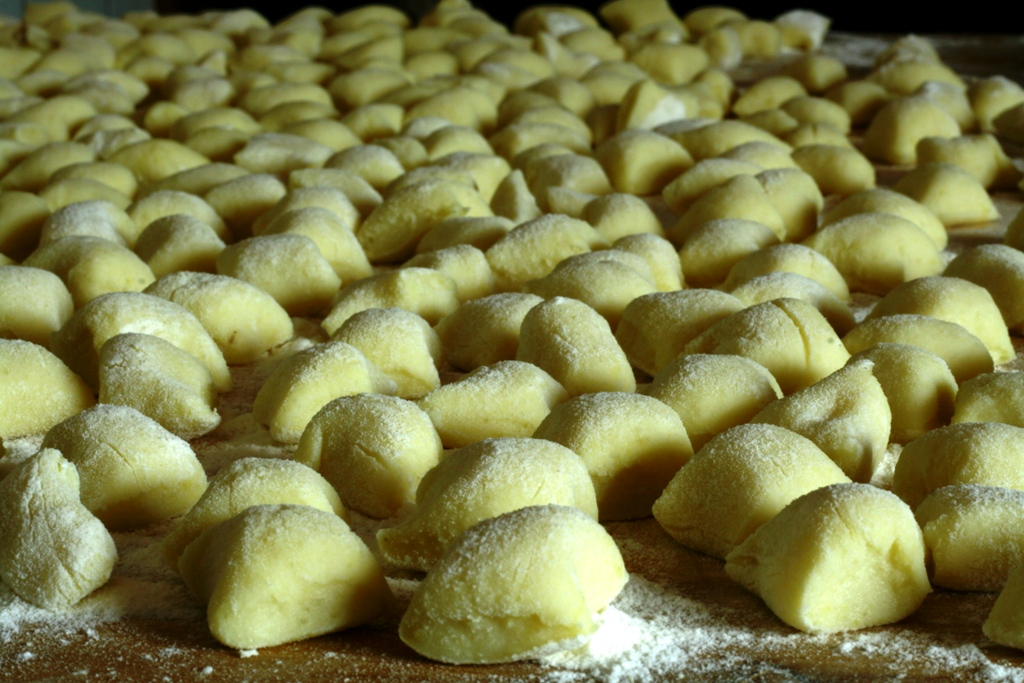
kluski reposado sobre una mesa antes de terminar su proceso de producción y posterior consumo.

Kluski (en singular: klusek o kluska) es el nombre genérico que se le da en polaco a cualquier tipo de pasta sin relleno, a veces se emplea la palabra para hacer referencia general a cualquier plato de noodles igualmente. Por regla general a aquellos que se elaboran sobre agua hirviendo. 

## Tipos de kluski
Existen diversos tipos de kluski, dependiendo de la masa empleada. Algunas de las variedades más populares incluyen:
- Kluski śląskie (pasta de Silesia) son pequeñas bolas de patata y harina, por regla general del tamaño de una moneda, se elaboran cocidos en una salmuera hirviendo. Se suelen servir en una salsa densa, la característica distintiva es que poseen un pequeño agujero en el medio.
- Kluski czarne (pasta negra), conocida también como kluski żelazne (pasta de hierro) es una variedad de pasta de silesia muy popular en la Alta Silesia. Se suele añadir a las patatas picadas y a la harina algún colorante.
- Kluski lane (pasta vertida), una variedad de pequeños kluski formados al vertirlos en agua hirviendo, tienen en su masa algo de huevo, se pueden servir en sopas.
- Kluski kładzione (pasta extendida), una variedad elaborada con huevos, leche y harina, están formados por una especie de bola aplastada y luego vertida al agua, tienen por lo tanto forma de pastilla. A veces se le añade agua soda para que la masa sea más esponjosa.
- Kluchy z łacha (pasta con vestido), conocida también como kluski drożdżowe o kluski na parze (pasta con levadura o pasta cocida al vapor) es una especie de pasta que se elabora al vapor y es muy popular en la popular la Gran Polonia, distante y relacionada con la ciudad Checa de knedliky.

## En la actualidad
Se puede adquirir esta pasta en cualquier tienda de Polonia y es empleada en la elaboración de sopas y cocidos, aunque no posee ni la textura ni el aroma de los elaborados de forma casera. La operación de elaboración es pesada y por esta razón algunos cocineros optan por cogelar, obteniendo un resultado parecido. 